# Lliga espanyola d'hoquei sobre gel masculina
La Lliga espanyola d'hoquei gel, coneguda com a Lliga Nacional d'Hoquei Gel Sènior (LNHH), és un competició esportiva de clubs espanyols d'hoquei sobre gel, creada l'any 1972 i organitzada per la Reial Federació Espanyola d'Esports d'Hivern. La competició s'ha disputat en format lligueta fins a la temporada 1994/95, on s'afegí una fase final en format de play-offs per decidir el campió de la competició. El dominador de la competició és el Club Hockey Hielo Txuri Urdin IHT amb 16 títols.

## Equips participants
A la temporada 2021-22 hi competeixen vuit equips:
- Barça Hoquei Gel
- Kosner Club Hielo Huarte
- Club Hielo Jaca
- SAD Majadahonda
- Milenio Panthers
- Nordic Vikings
- Club Gel Puigcerdà
- CHH Txuri Urdin IHT

## Historial
| En negreta = Equip guanyador (1) = Nombre de títols Nota: Noms dels equips segons l'època |

| Edició  | Temporada | Campió                    | Resultat              | Subcampió             | refs       |
| ------- | --------- | ------------------------- | --------------------- | --------------------- | ---------- |
| I       | 1972-73   | Real Sociedad SS (1)      | lligueta              | CH Madrid             | [ 2 ]      |
| II      | 1973-74   | Real Sociedad SS (2)      | lligueta              | FC Barcelona          | [ 3 ]      |
| III     | 1974-75   | Real Sociedad SS (3)      | lligueta              | FC Barcelona          |            |
| IV      | 1975-76   | CHH Txuri Urdin IHT (4)   | lligueta              | FC Barcelona          |            |
| V       | 1976-77   | CH Casco Viejo Bilbao (1) | lligueta              | FC Barcelona          |            |
| VI      | 1977-78   | CH Casco Viejo Bilbao (2) | lligueta i fase final | FC Barcelona          |            |
| VII     | 1978-79   | CH Casco Viejo Bilbao (3) | lligueta              | CHH Txuri Urdin IHT   |            |
| VIII    | 1979-80   | CHH Txuri Urdin IHT (5)   | lligueta              | CH Casco Viejo Bilbao |            |
| IX      | 1980-81   | CH Casco Viejo Bilbao (4) | lligueta i fase final | FC Barcelona          |            |
| X       | 1981-82   | CH Vizcaya Bilbao (5)     | lligueta              | FC Barcelona          |            |
| XI      | 1982-83   | CH Vizcaya Bilbao (6)     | lligueta i fase final | CH Jaca               |            |
| XII     | 1983-84   | CH Jaca (1)               | lligueta i fase final | CG Puigcerdà          |            |
| XIII    | 1984-85   | CHH Txuri Urdin IHT (6)   | lligueta i fase final | CH Jaca               |            |
| XIV     | 1985-86   | CG Puigcerdà (1)          | lligueta i fase final | CH Jaca               |            |
| XV      | 1986-87   | FC Barcelona (1)          | lligueta              | CG Puigcerdà          | [ Nota 1 ] |
| XVI     | 1987-88   | FC Barcelona (2)          | lligueta              | CHH Txuri Urdin IHT   | [ Nota 2 ] |
| XVII    | 1988-89   | CG Puigcerdà (2)          | lligueta              | CH Jaca               |            |
| XVI     | 1989-90   | CHH Txuri Urdin IHT (7)   | lligueta i fase final | CH Jaca               |            |
| XVII    | 1990-91   | CH Jaca (2)               | lligueta              | CHH Txuri Urdin IHT   |            |
| XVIII   | 1991-92   | CHH Txuri Urdin IHT (8)   | lligueta              | CH Jaca               |            |
| XIX     | 1992-93   | CHH Txuri Urdin IHT (9)   | lligueta              | CH Jaca               |            |
| XX      | 1993-94   | CH Jaca (3)               | lligueta              | CHH Txuri Urdin IHT   |            |
| XXI     | 1994-95   | CHH Txuri Urdin IHT (10)  | 1-0                   | CH Jaca               |            |
| XXII    | 1995-96   | CH Jaca (4)               | 2-0                   | FC Barcelona          |            |
| XXIII   | 1996-97   | FC Barcelona (3)          | 2-1                   | CH Jaca               |            |
| XXIV    | 1997-98   | SAD Majadahonda (1)       | 2-0                   | CG Puigcerdà          |            |
| XXV     | 1998-99   | CHH Txuri Urdin IHT (11)  | 2-0                   | CG Puigcerdà          |            |
| XXVI    | 1999-00   | CHH Txuri Urdin IHT (12)  | 3-0                   | CH Jaca               |            |
| XXVII   | 2000-01   | CH Jaca (5)               | 3-1                   | CG Puigcerdà          |            |
| XXVIII  | 2001-02   | FC Barcelona (4)          | 3-2                   | CH Jaca               |            |
| XXIX    | 2002-03   | CH Jaca (6)               | 3-0                   | FC Barcelona          |            |
| XXX     | 2003-04   | CH Jaca (7)               | 3-0                   | CG Puigcerdà          |            |
| XXXI    | 2004-05   | CH Jaca (8)               | 3-0                   | CHH Txuri Urdin IHT   |            |
| XXXII   | 2005-06   | CG Puigcerdà (3)          | 2-0                   | CH Jaca               |            |
| XXXIII  | 2006-07   | CG Puigcerdà (4)          | 2-0                   | CH Jaca               |            |
| XXXIV   | 2007-08   | CG Puigcerdà (5)          | 2-0                   | Anglet Hormadi Élite  |            |
| XXXV    | 2008-09   | FC Barcelona (5)          | 2-0                   | CG Puigcerdà          |            |
| XXXVI   | 2009-10   | CH Jaca (9)               | 3-1                   | CG Puigcerdà          |            |
| XXXVII  | 2010-11   | CH Jaca (10)              | 2-0                   | FC Barcelona          |            |
| XXXVIII | 2011-12   | CH Jaca (11)              | 3-1                   | CG Puigcerdà          |            |
| XXXIX   | 2012-13   | Escor BAKH (1)            | 3-0                   | CG Puigcerdà          |            |
| XL      | 2013-14   | Escor BAKH (2)            | 3-1                   | CG Puigcerdà          |            |
| XLI     | 2014-15   | CH Jaca (12)              | 3-2                   | CG Puigcerdà          | [ 4 ]      |
| XLII    | 2015-16   | CH Jaca (13)              | 3-2                   | CHH Txuri Urdin IHT   | [ 5 ]      |
| XLIII   | 2016-17   | CHH Txuri Urdin IHT (13)  | 3-0                   | CH Jaca               | [ 6 ]      |
| XLIV    | 2017-18   | CHH Txuri Urdin IHT (14)  | 3-0                   | CH Jaca               | [ 7 ]      |
| XLV     | 2018-19   | CHH Txuri Urdin IHT (15)  | 3-2                   | CG Puigcerdà          | [ 8 ]      |
| XLVI    | 2019-20   | CG Puigcerdà (6)          | 2-0                   | CHH Txuri Urdin IHT   | [ 9 ]      |
| XLVII   | 2020-21   | FC Barcelona (6)          | 3-0                   | CG Puigcerdà          | [ 10 ]     |
| XLVIII  | 2021-22   | FC Barcelona (7)          | 3-1                   | CG Puigcerdà          | [ 11 ]     |
| XLIX    | 2022-23   | CH Jaca (14)              | 3-2                   | FC Barcelona          | [ 12 ]     |
| L       | 2023-24   | CH Jaca (15)              | 3-2                   | SAD Majadahonda       | [ 13 ]     |
| LI      | 2024-25   | CG Puigcerdà (7)          | 3-0                   | CH Jaca               | [ 14 ]     |

1. ↑  Degut a les dificultats financeres dels clubs d'hoquei gel, la Reial Federació Espanyola d'Esports d'Hivern decideix organitzar el Campionat Sub-20
2. ↑  Degut a les dificultats financeres dels clubs d'hoquei gel, la Reial Federació Espanyola d'Esports d'Hivern decideix organitzar el Campionat Sub-21

## Palmarès
| Equip                         | Campió | Subcampió | Anys campió | Anys subcampió |
| ----------------------------- | ------ | --------- | --- | --- |
| Club Hielo Jaca               | 15     | 16        | 1983-84, 1990-91, 1993-94, 1995-96, 2000-01, 2002-03, 2003-04, 2004-05, 2009-10, 2010-11, 2011-12, 2014-15, 2015-16, 2022-23, 2023-24 | 1982-83, 1984-85, 1985-86, 1988-89, 1989-90, 1991-92, 1992-93, 1994-95, 1996-97, 1999-00, 2001-02, 2005-06, 2006-07, 2016-17, 2017-18, 2024-25 |
| CHH Txuri Urdin IHT           | 15     | 7         | 1972-73, 1973-74, 1974-75, 1975-76, 1979-80, 1984-85, 1989-90, 1991-92, 1992-93, 1994-95, 1998-99, 1999-00, 2016-17, 2017-18, 2018-19 | 1978-79, 1987-88, 1990-91, 1993-94, 2004-05, 2015-16, 2019-20                                                                                  |
| Club Gel Puigcerdà            | 7      | 15        | 1985-86, 1988-89, 2005-06, 2006-07, 2007-08, 2019-20, 2024-25                                                                         | 1983-84, 1986-87, 1997-98, 1998-99, 2000-01, 2003-04, 2008-09, 2009-10, 2011-12, 2012-13, 2013-14, 2014-15, 2018-19, 2020-21, 2021-22          |
| Futbol Club Barcelona         | 7      | 11        | 1986-87, 1987-88, 1996-97, 2001-02, 2008-09, 2020-21, 2021-22                                                                         | 1973-74, 1974-75, 1975-76, 1976-77, 1977-78, 1980-81, 1981-82, 1995-96, 2002-03, 2010-11, 2022-23                                              |
| Club Hielo Casco Viejo Bilbao | 6      | 1         | 1976-77, 1977-78, 1978-79, 1980-81, 1981-82, 1982-83                                                                                  | 1979-80 |
| Club Deportivo Hielo Bipolo   | 2      | 0         | 2012-13, 2013-14 | — |
| SAD Majadahonda               | 1      | 1         | 1997-98 | 2023-24 |
| Club Hielo Madrid             | 0      | 1         | — | 1972-73 |
| Anglet Hormadi Élite          | 0      | 1         | — | 2007-08 |